# Acqua e lì
Acqua e lì è una novella scritta da Luigi Pirandello. Scritta nel 1897, fa parte della raccolta Tutt'e tre.

## Trama
La vicenda è ambientata a Milocca, nome in siciliano del comune Milena in provincia di Caltanissetta, un piccolo villaggio già presente in una precedente novella di Pirandello, Le sorprese della scienza. 
Gli abitanti di Milocca decidono di rifiutare le terapie e le cure di Calaiò, il medico del paese, per seguire invece i consigli di un ciarlatano chiamato Piccaglione. Un giorno il dottore scopre che anche la moglie si è affidata al guaritore. Questi diagnostica ai due figlioletti della coppia la scarlattina, cogliendo nel segno; Calaiò saprebbe come curarli, ma non fa in tempo a somministrare loro il farmaco. Piccaglione abbandona Milocca, mentre Calaiò, impazzito dopo i gravissimi lutti, fa suo il metodo del guaritore.

## Edizioni
- Luigi Pirandello, Novelle per un anno, Prefazione di Corrado Alvaro, Mondadori 1956-1987, 2 volumi. 0001690-7
- Luigi Pirandello, Novelle per un anno, a cura di Mario Costanzo, Prefazione di Giovanni Macchia, I Meridiani, 2 volumi, Arnoldo Mondadori, Milano 1987 EAN: 9788804211921
- Luigi Pirandello, Tutte le novelle, a cura di Lucio Lugnani, Classici Moderni BUR, Milano 2007, 3 volumi.
- Luigi Pirandello, Novelle per un anno, a cura di S. Campailla, Newton Compton, Grandi tascabili economici.I mammut, Roma 2011 Isbn 9788854136601
- Luigi Pirandello, Novelle per un anno, a cura di Pietro Gibellini, Giunti, Firenze 1994, voll. 3.